# 체칠리에 인 메클렌부르크슈베린 여공작
체칠리에 인 메클렌부르크슈베린 여공작(Duchess Cecilie of Mecklenburg-Schwerin, 1886년 9월 20일 ~ 1954년 5월 6일)는 빌헬름 2세의 아들인 빌헬름 폰 프로이센 황태자의 아내로서 프로이센의 마지막 황태자비였다.
체칠리에는 메클렌부르크슈베린 대공 프리드리히 프란츠 3세와 러시아의 아나스타시야 미하일로브나 여대공의 딸이었다. 그녀는 소박하게 자랐고, 그녀의 어린 시절은 빈사상태였고, 여름은 메클렌부르크에서 보내고 남은 기간은 남프랑스에서 보냈다. 그녀의 아버지가 사망한 후, 그녀는 1898년과 1904년 사이에 그녀의 어머니의 고향인 러시아로 매년 여름 여행을 했다. 1905년 6월 6일, 그녀는 독일의 황태자 빌헬름과 결혼했다. 키가 크고 조각상 같은 체칠리에는 독일에서 스타일 감각으로 인기를 얻었다. 그러나 그녀의 남편은 바람둥이였고 결혼 생활은 불행했다.
독일 군주제의 붕괴 후, 제1차 세계 대전이 끝나고, 체칠리에와 그녀의 남편은 대부분 떨어져 살았다. 바이마르 공화국과 나치 시대 동안, 체칠리에는 주로 포츠담의 세실리엔호프 궁전에서 사생활을 살았다. 소련군의 진격으로, 그녀는 1945년 2월, 다시는 돌아오지 않기 위해 세실리엔호프를 떠났다. 1952년 슈투트가르트의 프라우엔코프 지역에 있는 아파트로 이사할 때까지 그녀는 배드 키싱겐에 정착했다. 1952년, 그녀는 회고록을 출판했다. 그녀는 2년 후에 사망했다.

## 자녀
빌헬름 폰 프로이센 황태자와의 사이에서 슬하 4남 2녀를 두었다.
- 빌헬름 (1906년 ~ 1940년) - 귀천상혼으로 계승권을 포기하였다.
- 루이 페르디난트 (1907년 ~ 1994년) - 아버지 빌헬름 황태자를 이어 계승권을 물려받았다.
- 후베르투스 (1909년 ~ 1950년)
- 프리드리히 (1911년 ~ 1966년)
- 알렉산드리네 (1915년 ~ 1980년)
- 세실리에 (1917년 ~ 1975년)